# La Valette
La Valette település Franciaországban, Isère megyében. Lakosainak száma 64 fő (2022. január 1.). La Valette Lavaldens, Nantes-en-Ratier, Oris-en-Rattier, Saint-Honoré és Siévoz községekkel határos.

## Népesség
A település népességének változása:
| Lakosok száma | 44   | 40   | 32   | 70   | 72   | 73   | 71   | 67   | 65   | 64   |
|               | 1968 | 1982 | 1990 | 2006 | 2013 | 2015 | 2017 | 2019 | 2020 | 2022 |